# Grad Tralles
Das Grad Tralles, benannt nach dem deutschen Physiker Johann Georg Tralles, war eine vor allem in Deutschland gebräuchliche Einheit der relativen Dichte und wurde meist zur Bestimmung des Alkoholgehaltes genutzt. Sie leitet sich von den von Tralles 1812 in Leipzig erfundenen, gleichnamigen Aräometer ab.
Das Grad Tralles entspricht weitgehend dem Volumenprozent bzw. ist auch mit der in Frankreich benutzten Einheit Grad Gay-Lussac (°GL) nahezu identisch, so entspricht: 
1 °GL = 1,03 °Tralles ≈ 1 Vol.-%.
Die geringfügigen Unterschiede ergeben sich daher, dass beide unterschiedliche Bezugtemperaturen verwenden, Gay-Lussac führte seine Messungen bei 15 °C durch, Tralles bei 15,56 °C und heute wird das Volumenprozent bei 20 °C bestimmt.

## Quelle
- Mitteilungen der kaiserlichen Normal-Eichungskommission, Springer Verlag, Berlin 1912, S. 119